# Urbano de Almeida Neto
Urbano de Almeida Neto (Jitaúna, 18 de Maio de 1918 - Salvador, 30 de Abril de 1975) foi um político brasileiro.
Em sua vida pública, foi filiado aos partidos ARENA e PSD, sendo eleito vereador (1954) e prefeito (1958) da cidade de Jequié e deputado estadual em 1963, quando foi reeleito em 1967 e 1971.
Em homenagem póstuma, no ano de 1992 foi criada a Fundação Urbano de Almeida Neto, localizada em Jequié.